# 8568 Larrywilson
8568 Larrywilson eller 1996 RU2 är en asteroid i huvudbältet som upptäcktes den 10 september 1996 av NEAT vid Haleakalā-observatoriet. Den är uppkallad efter Lawrence Wilson.
Asteroiden har en diameter på ungefär 3 kilometer.